# Ministri (gruppo musicale)
I Ministri sono un gruppo musicale alternative rock italiano, formatosi a Milano nel 2003.

## Storia del gruppo
Federico Dragogna (paroliere, chitarra e cori), Davide Autelitano, detto "Divi" (voce e basso) e Michele Esposito (batteria) si conoscono al Liceo Ginnasio Giovanni Berchet e nel 2003 formano il gruppo con un amico tastierista, Emiliano Eva. Il nome del quartetto era inizialmente Ministro del Tempo. Poco tempo dopo il tastierista lascia il progetto, che vede il trio continuare a calcare palchi e a partecipare a concorsi per tre anni, cercando di portare la propria musica a più orecchie possibili.
Si trova poi un accordo con la casa discografica Otorecords, che permette alla band, cambiato il nome in Ministri, di incidere il primo album, I soldi sono finiti.

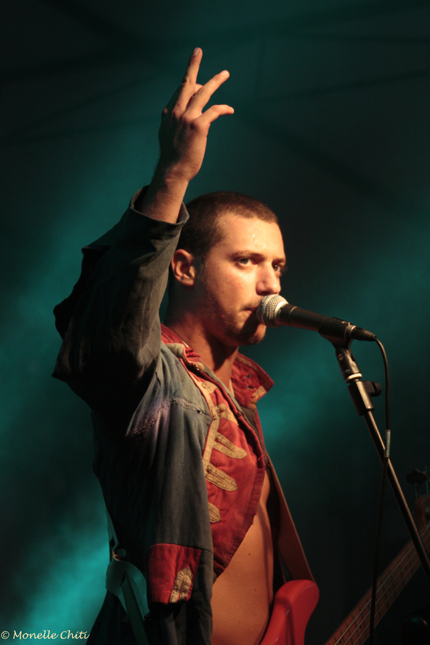
Il cantante del gruppo Davide Autelitano

L'album, pubblicato nel novembre 2006, cui partecipa anche la Maninalto Records!, è caratterizzato da diverse particolarità, ad esempio sopra la copertina di ogni cd viene inserita una moneta da 1 euro: un tentativo provocatorio di sensibilizzare i consumatori di musica sulla crisi discografica in atto. Nel booklet inoltre, si può trovare la nota spese della produzione dell'album. Il cd, che grazie alla partecipazione già citata della Maninalto Records si è garantito una distribuzione molto ampia da parte della Venus, ha avuto un grosso impatto sulla scena indie italiana: le loro canzoni, fra testi politically incorrect, strumenti energici e voci trasformiste, tra melodia e scream, li hanno portati a fare numerosi concerti in tutta Italia dall'uscita del disco, fino all'Italia Wave 2007.
Una delle peculiarità del gruppo, fin dal primo album, è cambiare ciclicamnete, le giacche che indossano durante i concerti, spesso ideate da stilisti emergenti.
Nel 2008 collaborano con i R.esistence in Dub e Caparezza nella canzone Ulisse (You Listen), tratta dall'album del rapper pugliese Le dimensioni del mio caos.
Sempre nel 2008 i Ministri incidono La piazza EP, che vedrà la luce il 6 giugno 2008 sotto Universal e contenente 4 brani che mantengono la verve pungente nei testi e l'impatto sonoro degli strumenti, anche se acquisiscono un timbro più melodico e meno distorto. Dall'EP viene estratto il video di Diritto al tetto, diretto da Davide Fois, che dai primi di giugno viene trasmesso su MTV e All Music.
Alla fine dell'estate 2008 compare sul loro MySpace anche il video de La Piazza, diretto dal regista Danxzen, già noto videomaker degli Amari.
Il 6 febbraio 2009 esce l'album Tempi bui, dal quale è stato tratto un singolo omonimo ed un relativo video, seguito da quello di Bevo, il secondo singolo della band, uscito all'inizio dell'estate 2009 e abbinato a ben due versioni di videoclip.
A fine estate 2009 esce La faccia di Briatore, terzo singolo della band, seguito a ottobre da E se poi si spegne tutto.
Il gruppo, che ha suonato in giro per tutta Italia da febbraio a settembre 2009, ha aperto il 31 agosto dello stesso anno il concerto dei Coldplay allo Stadio Friuli di Udine.
A metà ottobre 2009 esce la ristampa de I soldi sono finiti, CD contenente per l'occasione un pezzo delle loro storiche giacche, fatte in mille pezzi. Inizia così il 31 ottobre il In mille pezzi Tour, una serie di concerti che li ha visti protagonisti con delle nuove giacche, seguito poi dal Niente di buono sul fronte occidentale Tour.
Il terzo album dei Ministri, dal titolo Fuori, è uscito il 12 ottobre 2010 ed ha debuttato alla 15ª posizione della classifica ufficiale FIMI degli album più venduti in Italia. Il primo singolo, Il sole (è importante che non ci sia), è stato reso disponibile su YouTube il 10 settembre come WebVideo, mentre il video del singolo ufficiale Gli alberi anticipa il disco ed è stato pubblicato il 20 settembre in rotazione sulle principali reti musicali. Successivamente viene anche pubblicato il video del brano Noi fuori e del brano Tutta Roba Nostra.
A giugno 2011 esce una nuova ristampa, pubblicata da Universal, del primo album I soldi sono finiti, comprendente anche tre canzoni tratte da La piazza EP.

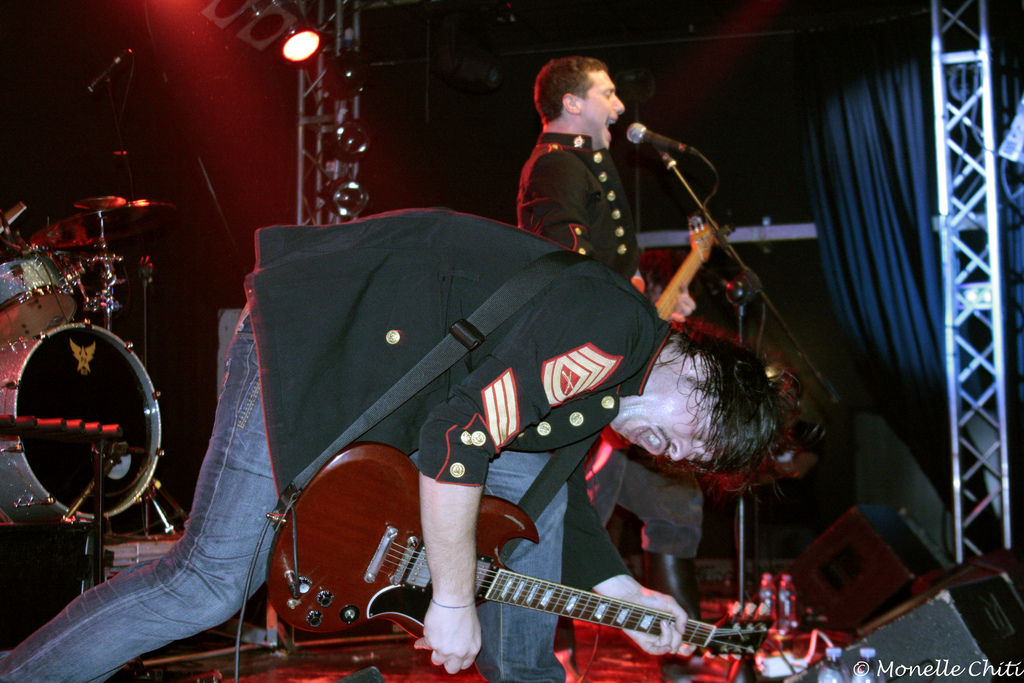
Il gruppo in concerto.

Nel 2011 collaborano con gli Zen Circus nel disco Nati per subire alla canzone L'amorale, realizzandone i cori.
Il 18 novembre 2011, prima di una lunga pausa, inizia un nuovo tour dal nome Non finisce così Tour. In questa occasione suonano anche un inedito, dal titolo Rinasceremo ovunque.
Nello stesso periodo Federico Dragogna ha prodotto l'album di debutto degli Iori's Eyes, dal titolo Double Soul (La Tempesta).
Nell'agosto 2012 si sono esibiti allo Sziget Festival, in Ungheria.
Il 12 marzo 2013 è uscito il nuovo album della band, che si intitola Per un passato migliore pubblicato da Godzillamarket in licenza per Warner Music. Nel mese di marzo è previsto l'inizio del tour. Il 31 gennaio 2013 viene diffuso il videoclip del primo singolo, Comunque (Regia di Marco Proserpio e Jacopo Farina per Sterven Jonger).
Nell'aprile viene diffuso il video del secondo singolo Spingere.
Il 1º maggio 2013 hanno partecipato al Concerto del Primo Maggio a Roma.
Nel luglio 2013 aderiscono al progetto Hai paura del buio?, promosso dagli Afterhours: si tratta di un festival culturale itinerante a cui prendono parte non solo altri musicisti (tra cui Marta sui Tubi, Il Teatro degli Orrori, Daniele Silvestri e Verdena), ma anche attori di cinema e teatro (Antonio Rezza con Flavia Mastrella, Michele Riondino), scrittori (Chiara Gamberale, Paolo Giordano), disegnatori e ballerini.
Dopo il tour Il passato promette bene, Effe Punto, componente live dal 2009, lascia i Ministri.
Nel 2013 Dragogna collabora con Le luci della centrale elettrica per l'album Costellazioni.
Nel 2014 il gruppo partecipa alla riedizione dell'album Hai paura del buio? degli Afterhours, collaborando al rifacimento del brano Sui giovani d'oggi ci scatarro su.
Nel gennaio 2014 la band annuncia il mini-tour europeo di sei date che si terrà nell'aprile 2014 il quale li porterà a suonare a Castione, Amsterdam, Bruxelles, Londra, Parigi e Berlino.
A partire da gennaio 2015, la band, attraverso la propria pagina Facebook, inizia a rilasciare informazioni sullo sviluppo del loro futuro album. In seguito annunciano che il loro quinto album sarà prodotto in collaborazione con Gordon Raphael e verrà registrato in uno degli studi del Funkhaus, storica sede della radio di stato della Germania Est. Dal 3 giugno tramite Spotify, in seguito su YouTube, è possibile ascoltare Balla quello che c'è primo inedito che anticipa l'uscita del quinto album, previsto per il settembre 2015.
Il 18 settembre 2015 esce il quinto album, Cultura generale, anticipato da altri due singoli, Estate povera e Idioti. Dall'ottobre 2015 portano avanti il Cultura Generale Tour il primo che vede protagonista come quarto ministro Marco Ulcigrai, voce e chitarra de Il Triangolo.

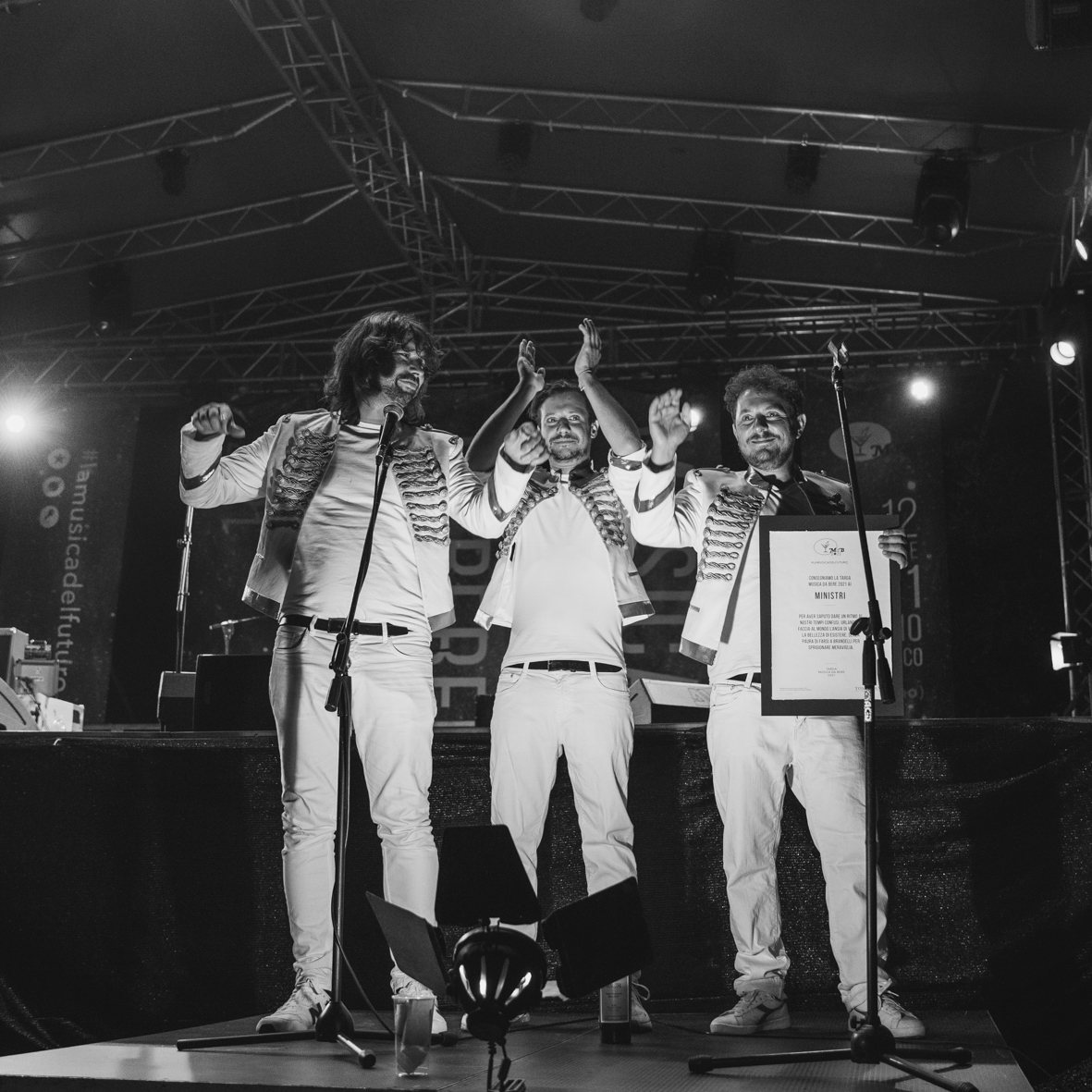
i Ministri vengono premiati con la Targa Musica da Bere 2021

Nello stesso periodo, Davide "Divi" Autelitano fa il suo esordio come produttore artistico, producendo il secondo album del gruppo milanese L'Introverso, dal titolo Una primavera.
Nei mesi di novembre e dicembre 2016 la band festeggia il decennale de I soldi sono finiti, con il Dieci anni bellissimi Tour, una serie di dodici concerti in cui vengono suonati tutti i brani contenuti nell'album d'esordio.
Il 29 gennaio 2018 la band pubblica il nuovo singolo Fidatevi, title track che anticipa il nuovo album omonimo Fidatevi (Woodworm) uscito il 9 marzo 2018.
Il 28 giugno 2018 viene pubblicato un singolo inedito, Fumare.
Nell'aprile 2019 esce l'album Faber nostrum, disco tributo a Fabrizio De André in cui vari esponenti della musica italiana reinterpretano un brano del cantautore genovese. La band partecipa realizzando la cover di Inverno, pubblicata come secondo singolo di lancio.
L'8 luglio 2019 esce sulle piattaforme di streaming il brano inedito Un viaggio.
Il 13 aprile 2021 viene pubblicato il brano Peggio di niente che anticipa l'uscita dell'EP Cronaca nera e musica leggera pubblicato il 14 maggio 2021.
Nel settembre 2021 sono ospiti della serata conclusiva di Musica da Bere, dove viene loro consegnata la Targa premio della dodicesima edizione della manifestazione.
A marzo 2022 viene annunciata l'uscita del settimo album in studio Giuramenti, che esce il 6 maggio. Il 2 dicembre esce il singolo Da questo momento in poi.
Il 21 giugno 2024 pubblicano l'EP Live @ MI AMI Festival, contenente sei tracce performate dal vivo al MI AMI Festival 2024, al Circolo Magnolia di Segrate (Milano), preceduto il 19 giugno dal video di Spingere live.
L'8 maggio 2025 esce il singolo Buuum dopo aver annunciato su Instagram il cambio delle giacche (questa volta curate dallo stilista Nicolo "Nick" Cerioni di Sugarkane Studio) che solitamente precede l'uscita di un nuovo album.

## Formazione

### Gruppo
- Davide "Divi" Autelitano – voce e basso
- Federico Dragogna – chitarra, seconda voce
- Michele Esposito – batteria

### Collaboratori live
- Marco Ulcigrai (de Il Triangolo) – chitarra
- Andrea Massaroni (Shandon, The Magnetics)  – tastiera, chitarra, basso (occasionalmente)

### Ex collaboratori live
- Effe Punto (Filippo Cecconi) – tastiera e seconda chitarra (2009-2013)
- Ricardo Fischmann – chitarra (2018)

## Discografia

### Album in studio
- 2006 – I soldi sono finiti
- 2009 – Tempi bui
- 2010 – Fuori
- 2013 – Per un passato migliore
- 2015 – Cultura generale
- 2018 – Fidatevi
- 2022 – Giuramenti

### EP
- 2008 – La piazza EP
- 2021 – Cronaca nera e musica leggera
- 2024 – Live @ MI AMI Festival (dal vivo)